# 杉ヶ沢高原
杉ヶ沢高原（すぎがさわこうげん）は兵庫県養父市にある高原。氷ノ山後山那岐山国定公園に属する。
天滝渓谷の上流、標高750～850mに位置する広さ約300haの草原で、中央部が緩やかな沢で湿原になっている。
国定公園の区域に指定される以前は放牧場として利用されていた。

## 俵石
天滝から杉ヶ沢高原の間の遊歩道沿いにある、玄武岩の節理。主な露頭は3箇所あり、規模は最も高原側の露頭が最大である。
240万年以前の火山の噴火で流れ出た溶岩による柱状節理と板状節理から生成されたもので、俵を積み重ねたように見えることから名付けられたとされる。

## 施設
- 高原内にログハウスの休憩所、トイレ2か所が設置されている。

## 祭事
- 11月 - 天滝もみじ祭り

## 所在地
兵庫県養父市大屋町筏
- JR山陰本線 八鹿駅 から全但バス「明延」・「大屋」行きで50分、「大屋」で乗り換えて「若杉」・「横行」行きで10分、「天滝口」下車

## 周辺
- 天滝渓谷（森林浴の森100選） - 天滝（日本の滝100選）、天滝公園キャンプ場
- 音水渓谷（水源の森100選） - 原不動滝（日本の滝100選）
- 瀞川渓谷（日本の秘境100選） - 瀞川不動滝
- 瀞川平（兵庫県観光100選第一位） - 但馬高原植物園、兵庫県立木の殿堂
- 熊波渓谷
- 久須部渓谷 - 要滝、三段滝、鈴滝
- 鉢伏山
- 氷ノ山（日本の秘境100選）
- ハチ北高原
- 兎和野高原（日本百景） - 兎和野高原野外教育センター
- 猿尾滝（日本の滝100選）
- 神鍋高原・神鍋渓谷

座標: 北緯35度20分36.29秒 東経134度36分37.18秒